# Émeric Feher
Pour les articles homonymes, voir Feher.
Dans le nom hongrois Fehér Imre, le nom de famille précède le prénom, mais cet article utilise l’ordre habituel en français Imre Fehér, où le prénom précède le nom.
Émeric Feher, né Imre Fehér le 8 septembre 1904 à Óbecse (aujourd'hui Bečej) et mort le 22 avril 1966 à Paris, est un photographe hongrois, devenu yougoslave puis naturalisé français. 
Sa production photographique est caractérisée formellement par l'utilisation fréquente du format carré (6x6) ainsi que par un regard  que l'on peut qualifier d’« humanisme sentimental ».

## Biographie

### De la Hongrie à la France (1904-1929)
Né dans une famille de cinq enfants en Voïvodine, Émeric Feher devient citoyen yougoslave en 1919 et obtient la nationalité française en 1939. Son père, tailleur, meurt à la guerre en 1917, seulement six mois après son frère aîné.
En 1919, le traité de Trianon rattache sa ville natale à la Serbie, changeant sa nationalité et faisant ainsi de lui un Yougoslave.
Dans les années 1920, il commence des études commerciales à Zagreb, qu'il abandonne au profit de l'apprentissage d'un métier manuel, celui d’électricien. Champion de lutte gréco-romaine, il l'enseigne tout en pratiquant, au gré des occasions, divers métiers.
La difficulté de vivre comme un déraciné dans son pays natal finit par le pousser à l'exil : comme son frère François trois ans avant lui, Émeric Feher obtient à son tour un visa pour la France en 1926, au sortir de son service militaire. Il s'installe alors à Paris où il est rapidement embauché chez Peugeot comme ouvrier tourneur, puis chez Citroën.
Le 27 avril 1929, il épouse Élisabeth, une jeune femme elle aussi originaire de Bečej, arrivée à Paris plus tôt dans la même année pour se perfectionner en couture. 

### Sa découverte de la photographie (1930-1939)
En 1930, année de crise, Émeric Feher est licencié par Citroën : grâce à sa cousine, il entre alors au studio Deberny et Peignot comme électricien-éclairagiste, puis comme tireur-électricien. Il y rencontre Maurice Tabard, opérateur, qui l'encourage dans sa passion nouvelle pour la photographie et l'initie au tirage photographique.
L'année suivante, Émeric Feher photographie l'Exposition coloniale de 1931 aux côtés de Maurice Cloche (Maurice Tabard ayant entretemps quitté le studio). C'est également l'année de naissance de la fille unique du couple Feher, Yvonne, dont l'enfance et l'adolescence seront documentés en images par le photographe.
Quittant Deberny et Peignot — qui refusaient de l'augmenter — Feher rejoint en 1933 le studio de René Zuber en tant qu'opérateur. René Zuber voyage beaucoup : il le remplace, réalise pour lui des portraits. Grâce à cela, il peaufine sa maîtrise de la technique photographique et se lance dans un travail personnel, pour son plaisir. « Observateur sensible », ses thèmes de prédilection sont alors — et resteront toute sa vie — la France, son pays d'adoption, et la vie quotidienne des hommes, qu'il fixe avec bienveillance et poésie sur sa pellicule dans une démarche qui « relie le réalisme à l'humanisme ». Pierre Borhan dira ainsi de son travail : « Feher sait capter la pureté d'une ligne, la grâce d'une forme et, avec chaleur, avec même une certaine innocence, la saveur de la vie. »
À cette époque, il rejoint un groupe d'indépendants se formant autour de René Zuber , Denise Bellon et de Pierre Boucher, Alliance-Photo, alors représenté par Maria Eisner. Feher goûte alors, aux côtés de ses membres, les plaisirs simples de l'amitié et de la nature lors des fréquentes escapades qui les rassemblent : il en tire des images de pique-nique, de baignades, de nus, de ski, de camping, de canoë… Dans le même temps, alors que son épouse l'aide à développer ses films et réaliser des tirages, ses premières photographies paraissent dans la presse magazine française.
En 1936, Émeric Feher quitte finalement le studio Zuber et s'installe à son compte. Il fait de la photographie publicitaire (Printel, Phoscao, Lloyds, Lacroix, Scandale, Bénédictine, Théraplix, Hépatrol).

### Pendant la Seconde Guerre mondiale (1939-1944)
Alliance-Photo, qui diffusait jusqu'alors ses photographies, disparaît pendant la Seconde Guerre mondiale.
Émeric Feher demande en 1939 son incorporation dans la Légion étrangère, qui lui est refusée du fait de sa naturalisation « ainsi que celle de son épouse » survenant l'année suivante. En raison du premier statut des juifs promulgué par le régime de Vichy au mois d'octobre, il vend son studio avant de se réfugier dès 1941 en zone libre, tout d'abord à Marseille, puis à Nice, où il est rejoint par son épouse et sa fille. 
Jusqu'en 1944, il y travaille pour les studios Radio-Photo Clemenceau et Ciné-Photo, puis pour le studio Mauricer Sauser et enfin pour le studio Marco.
Au moment du débarquement allier, il photographie les soldats américains.

### Travaux de commande (1944-1966)
À la Libération, Émeric Feher revient à Paris où il récupère son studio avant de s'installer à Bécon-les-Bruyères. Il rejoint dans le même temps l'Agence de documentation et d'édition photographique (ADEP) — dirigée par Suzanne Laroche — qui diffuse alors ses images (photographies de mode, publicité, reportages…) jusqu'en 1950, date à laquelle il démissionne et installe son laboratoire chez lui, au no 23 rue Truffaut à Paris.
Dès lors, et jusqu'à la date de sa mort, la clientèle afflue et les commandes se multiplient. Toutes deux sont de natures diverses : il réalise des images de mode pour de grandes maisons de couture (Carven, Lelong, Piguet), des publicités pour les papiers Cenpa ou la SNCF, des reportages industriels (les chantiers de Penhoët), culturels (par exemple, sur les artistes noirs qui se produisent à Paris, comme Louis Armstrong ou les Peters Sisters) ou touristiques (au service du Commissariat général au Tourisme). 
Durant cette vingtaine d'années, il participe également à diverses éditions, collabore à de multiples revues (Art et Médecine, Réalités, Plaisir de France, Ebony) et expose occasionnellement son travail personnel dans quelques galeries ou au Salon national de la photographie. 
Émeric Feher meurt le 22 avril 1966 d'une crise cardiaque. Élisabeth Feher continue alors de faire vivre ses archives photographiques avant de les confier à la Caisse nationale des monuments historiques et des sites. Elle meurt en 2004.

## Le fonds Feher
Le 7 décembre 1982, par l'intermédiaire de la Caisse nationale des monuments historiques et des sites, aujourd'hui Centre des monuments nationaux, l'État français a acquis auprès d'Élisabeth Feher le travail photographique de son époux réalisé entre 1932 et 1965.
Constitué de près de 20 000 clichés en noir et blanc, de format 6x6 pour la plupart, le fonds Feher est aujourd'hui conservé au pôle Images du Centre des monuments nationaux et consultable sur le site Regards . Le pôle Images du Centre des monuments nationaux assure la gestion des droits d'auteur de l'œuvre d'Émeric Feher qu'il conserve.

## Expositions

### Collectives
- 1932-1933 : exposition de photographes hongrois, Paris, Maison hongroise, avec Ergy Landau, François Kollar, Rogi André et André Steinert.
- 1935 : Affiche photo typo, Maison de la culture, Paris, rue d'Anjou, avec Pierre Boucher, René Zuber, Pierre Verger.
- 1936 : Exposition internationale de la photographie contemporaine, Paris, musée des arts décoratifs.
- 1936 : Documents de la vie sociale, Paris, galerie de la Pléiade, organisée par l'Association des écrivains et des artistes révolutionnaires.
- 1937 : Photography: 1839-1937, New York, Museum of Modern Art, organisé pour le centenaire de la photographie.
- 1939 : Exposition internationale de photos de neige, Grand Atelier, Paris, no 106 boulevard Haussmann.
- 1945 : Ier Salon national de la photographie, Paris, Bibliothèque nationale de France.
- 1947 : IIe Salon national de la photographie, Paris, Bibliothèque nationale de France.
- 1948 : exposition de photographes hongrois, Paris, galerie royale.
- 1951 : VIe salon national de la photographie, Paris, Bibliothèque nationale de France.
- 1959 : XIIIe Salon national de la photographie, Paris, Bibliothèque nationale de France.

### Personnelles
- 1984 : Émeric Feher photographe, 1904-1966. Les travaux et les jours, Paris, Caisse nationale des monuments historiques et des sites, dans le cadre du Mois de la photo.
- 2016 : Émeric Feher. À la vie, à l'image, Angers, Centre des monuments nationaux, château d'Angers.

### Publications
- (en) Children in action. The camera and the child: a port-folio of photographs, New York, Dodge Publishing Company, 1936.
- Photographie, édité par la revue Arts et Métiers graphiques, 1936 et 1938.
- Le Pavillon de l'Élégance, photographies, avec Henri Baranger, Denise Bellon, Wols, Paris, Arts et Métiers graphiques, avril 1938.
- La France à livre ouvert, Éditions Pierre Seghers, 1954.
- Tableau de la Bretagne, Henri Waquet, Alpina, Coll. Tableaux de la France, Paris, 1957, 150 p.
- Bretagne à livre ouvert, Roger Piault, 1958.
- Calvados, Éditions Alépée.
- Normandie, Pierre Gascar, Paris, Éditions Arthaud, 1962.